# Henry L. Jost

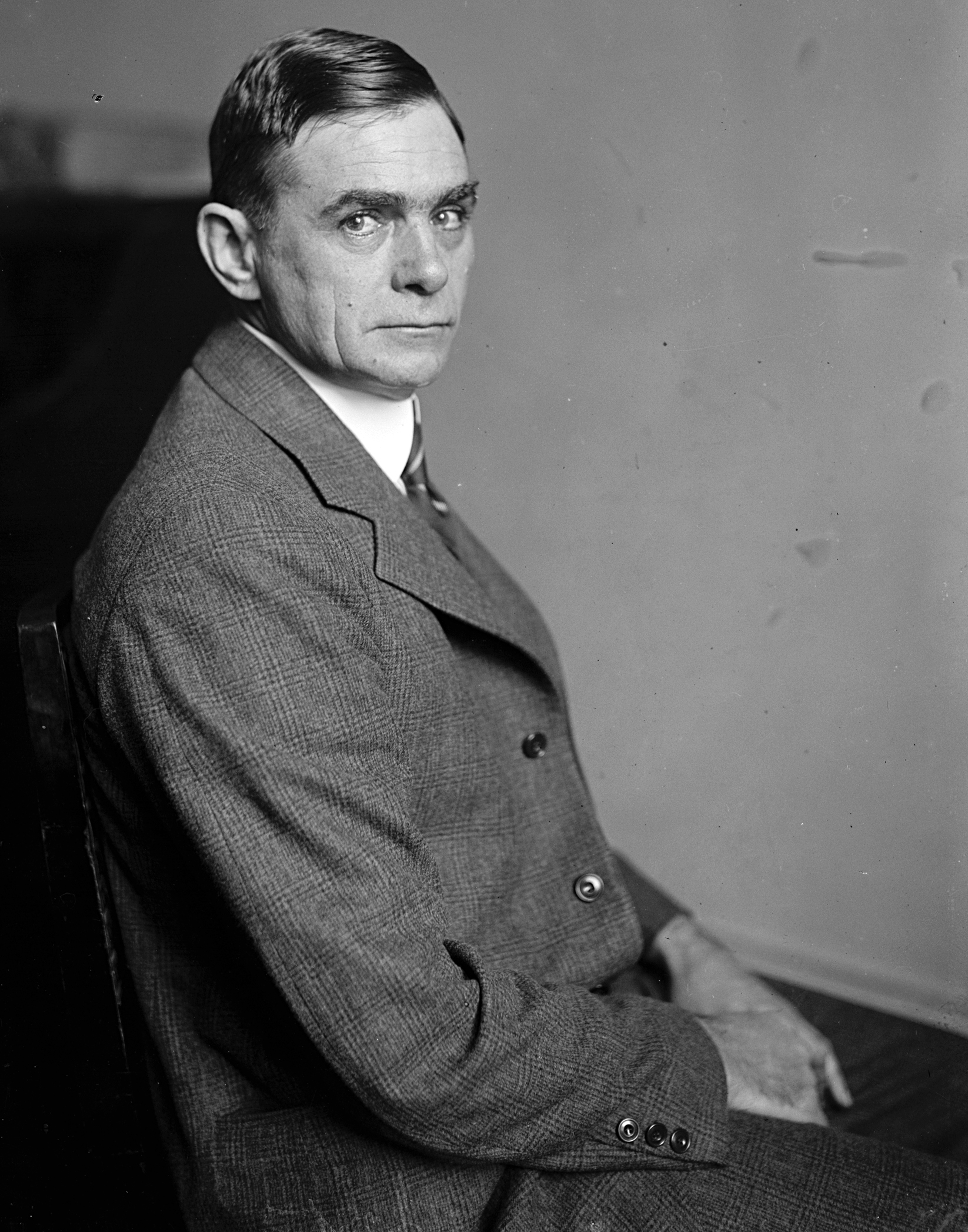
Henry L. Jost (1923)

Henry Lee Jost (* 6. Dezember 1873 in New York City; † 13. Juli 1950 in Kansas City, Missouri) war ein US-amerikanischer Politiker. Zwischen 1923 und 1925 vertrat er den Bundesstaat Missouri im US-Repräsentantenhaus.

## Werdegang
Henry Jost wuchs zunächst als Waisenkind in New York auf. Im Jahr 1881 kam er nach Hopkins in Missouri, wo er die öffentlichen Schulen besuchte.  Nach einem anschließenden Jurastudium und seiner 1899 erfolgten Zulassung als Rechtsanwalt begann er in Kansas City in diesem Beruf zu arbeiten. Im Jahr 1909 gehörte er zu den juristischen Beratern dieser Stadt; von 1910 bis 1912 war er dort stellvertretender Staatsanwalt.
Politisch war Jost Mitglied der Demokratischen Partei. Dabei gehörte er zu den Anhängern von Joe Shannon, der eine von zwei rivalisierenden Parteifraktionen in Missouri anführte. Shannon unterstützte in der Folge Josts politischen Weg. Zwischen 1912 und 1916 war Jost als Nachfolger von Darius A. Brown Bürgermeister der Stadt Kansas City. Von 1917 bis 1936 hielt er juristische Vorträge an der Kansas City School of Law.
Bei den Kongresswahlen des Jahres 1922 wurde Jost im fünften Wahlbezirk von Missouri in das US-Repräsentantenhaus in Washington, D.C. gewählt, wo er am 4. März 1923 die Nachfolge des Republikaners Edgar C. Ellis antrat. Da er im Jahr 1924 auf eine erneute Kandidatur verzichtete, konnte er bis zum 3. März 1925 nur eine Legislaturperiode im Kongress absolvieren. Nach seinem Ausscheiden aus dem US-Repräsentantenhaus praktizierte Jost wieder als Anwalt. Außerdem arbeitete er bis 1936 weiterhin für die Kansas City School of Law. Er starb am 13. Juli 1950 in Kansas City.